# Bruno Jonas

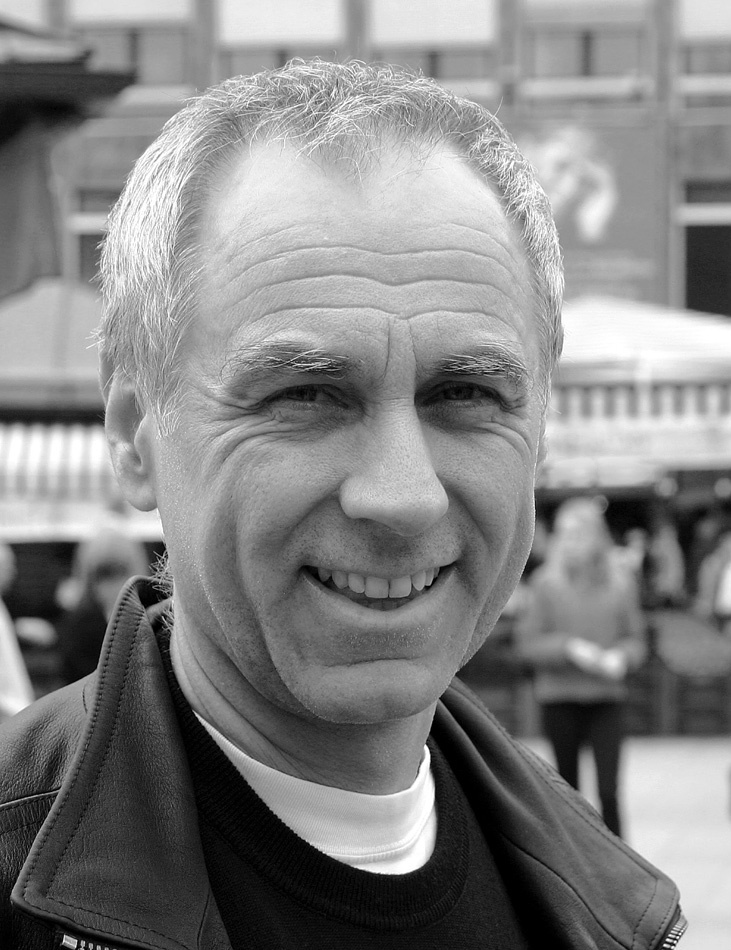
Bruno Jonas, 2004

Bruno Jonas (* 3. Dezember 1952 in Passau) ist ein deutscher Kabarettist und Autor.

## Werdegang
Nach eigenen Worten wuchs Bruno Jonas „zweisprachig“ auf, da beide, sein Vater als ostpreußischer Vertriebener wie auch seine niederbayerische Mutter die Umgangssprache im Elternhaus prägten, was seine Mitschüler öfters zu dem Ausspruch „Jetzt preisselt er wieder“ veranlasste. Seine Eltern betrieben in Passau eine Metzgerei, in der Bruno Jonas als Kind und Jugendlicher gelegentlich in der Schlachterei, Wurstmacherei und im Verkauf aushalf. Er besuchte das Passauer Adalbert-Stifter-Gymnasium. Während seiner Gymnasialzeit jobbte er in den Schulferien häufig in der Produktion der örtlichen Peschl Brauerei an sämtlichen Stationen der Fließbandfertigung, um Urlaubsfahrten (z. B. auch ein InterRail-Ticket) zu finanzieren. Nach dem Zivildienst studierte er Germanistik, Politologie und Philosophie, später Theaterwissenschaft an der Ludwig-Maximilians-Universität München.

### Die ersten Jahre

Bruno Jonas, 1996

Mit Jürgen Hellwing und Barbara Dorsch in der 3. Formation der Passauer Protestsängergruppe Bavarian City Preachers hatte er 1972 sein Bühnendebüt als Sänger und Gitarrist. Seine Anfangstage als Kabarettist verbrachte Jonas, der 1975 zusammen mit Sigi Zimmerschied und Rudi Klaffenböck die Kabarettgruppe Die Verhohnepeopler gründete, im Peschl-Keller der gleichnamigen Brauerei (seit 2008 Brauerei Aldersbach) und später am Scharfrichterhaus in Passau. Zusammen führten sie das Stück Himmelskonferenz auf. Darin ruft der Erzengel Michael (Zimmerschied) eine Konferenz ein. Teilnehmer sind der zugekiffte Jesus (Jonas), der alkoholisierte Heilige Geist, der gichtkranke Gottvater sowie die schwangere Maria. Thema der Zusammenkunft war, wie man der Menschheit die erneute Schwangerschaft Marias erklären sollte. Das Skandalstück brachte den Autoren eine Anzeige wegen „Gotteslästerung“ ein; das Verfahren wurde sechs Monate später eingestellt. Sein erstes Soloprogramm Zur Klage der Nation wurde ab 1979 im Münchner Hinterhoftheater aufgeführt. Von 1981 bis 1984 gehörte er als Autor und Akteur dem Ensemble der Münchner Lach- und Schießgesellschaft an.
Größere Bekanntheit erlangte er ab Mitte der 1980er Jahre durch regelmäßige Auftritte in der Sendung Scheibenwischer und der von Radio Bremen produzierten, nach ihm benannten Kabarettreihe Jonas (1989). In Franz Xaver Bogners Kultserie Irgendwie und Sowieso spielte er 1986 die Rolle des Postboten Tango. Erstmals selbst Regie führte Jonas 1989 bei dem Fernsehfilm Ein Prachtexemplar, für den er zusammen mit Jürgen Breest das Drehbuch verfasste. 1992 schrieb er auch das Drehbuch zur Kinokomödie Wir Enkelkinder, bei der er ebenfalls Regie führte und zusammen mit Vitus Zeplichal die Hauptrolle spielte. 1996 erschien die Musik-CD Red net. Im Juni 2004 inszenierte Jonas am Theater am Gärtnerplatz in München das Musical Der Mann von La Mancha und schlüpfte selbst in die Rolle des Don Quichotte.

### Scheibenwischer
Ab dem Jahr 2000 war er ständiger Partner von Dieter Hildebrandt im Scheibenwischer. Nach dessen Abschied Ende 2003 leitete Jonas den Scheibenwischer zunächst mit Mathias Richling und Georg Schramm und von 2006 bis 2008 mit Richard Rogler anstelle von Schramm. Als auch Rogler sich zurückzog, führte er die Sendung mit Richling weiter. Nachdem Jonas aber erklärt hatte, 2009 ein „fernsehfreies“ Jahr einlegen zu wollen, wagte Richling 2009 mit der Sendung Satire Gipfel einen kompletten Neuanfang.

### Nockherberg
Bei der Starkbierprobe 2004 auf dem Münchner Nockherberg las Jonas beim traditionellen Politiker-Derblecken als Bruder Barnabas der versammelten CSU-Staatsregierung unter Edmund Stoiber und anderen geladenen Gästen die Leviten. Erstmals war damit die Rolle des Fastenpredigers an einen dem konservativen Spektrum fernen Autor vergeben worden. Am 19. Januar 2007 verkündete er nach drei Jahren seinen Abschied als Bruder Barnabas. Sein Nachfolger als Salvatorredner wurde Django Asül.

### Die Klugscheißer
Von 2011 bis 2014 war Jonas neben Monika Gruber und Rick Kavanian Mitglied des Teams von Die Klugscheißer, einer monatlichen Satireshow im Bayerischen Fernsehen.

### Die späten Jahre
Mit Blick auf die Kontroverse um die Mohammed-Karikaturen bekannte er 2008 in einem Interview, in der Satire das Thema Islam und islamistischer Terror mit Vorsicht zu behandeln, da er keine gewalttätigen Reaktionen auslösen wolle. 2019 kritisierte er die Satiresendungen im öffentlich-rechtlichen Fernsehen beinahe verbittert: „Wer den linken Laufstall überschreitet, wird als Abtrünniger behandelt. Das politische Kabarett ist nach und nach auf Linie gebracht worden.“
Im Jahr 2002 wurde Jonas Gesellschafter der Lach- und Schieß Betriebsgesellschaft mbH, der Betriebsgesellschaft der Bühne seines Vorbilds und Weggefährten Dieter Hildebrandt. Neben Hildebrandt war weiter Wolfgang Nöth Gesellschafter. Geschäftsführer bis November 2021 war Till Hofmann, der nach Dieter Hildebrandts Tod auch dessen Geschäftsanteil (1/3) übernommen hatte. Im November 2021 übernahm Stefan Hanitzsch (Sohn von Dieter Hanitzsch) den Geschäftsanteil und die Geschäftsführung von Till Hofmann. Er wurde im September 2022 mit sofortiger Wirkung aus wichtigem Grund als Geschäftsführer abberufen. Am 20. Februar 2023 stellten die Gesellschafter Bruno Jonas und Laila Nöth (die den Geschäftsanteil von ihrem verstorbenen Vater übernommen hatte) Insolvenzantrag.
Mit seiner langjährigen Lebensgefährtin hat Bruno Jonas zwei erwachsene Kinder.

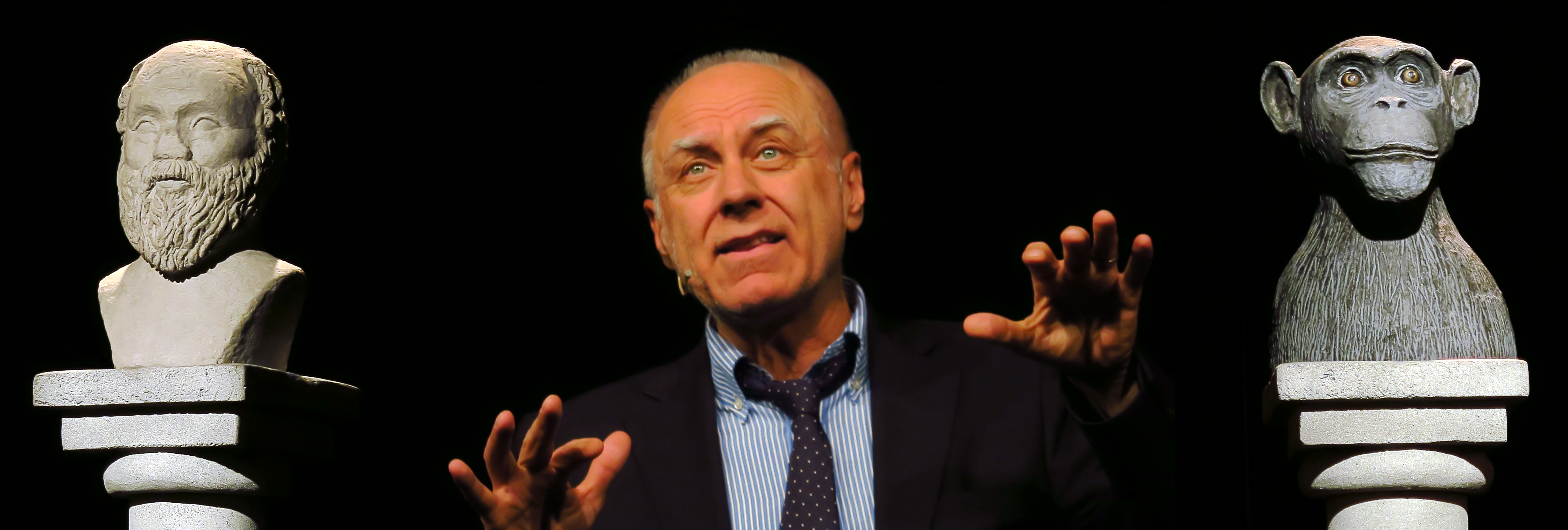
Soloprogramm: So samma mia mit Bühnenrequisiten Sokrates und Willi Jonas im September 2015

## Soloprogramme
- 1979: Zur Klage der Nation
- 1987: Der Morgen davor
- 1990: Wirklich wahr
- 1995: Hin und zurück
- 1998: Ich alter Ego
- 2001: Jonas-Classix

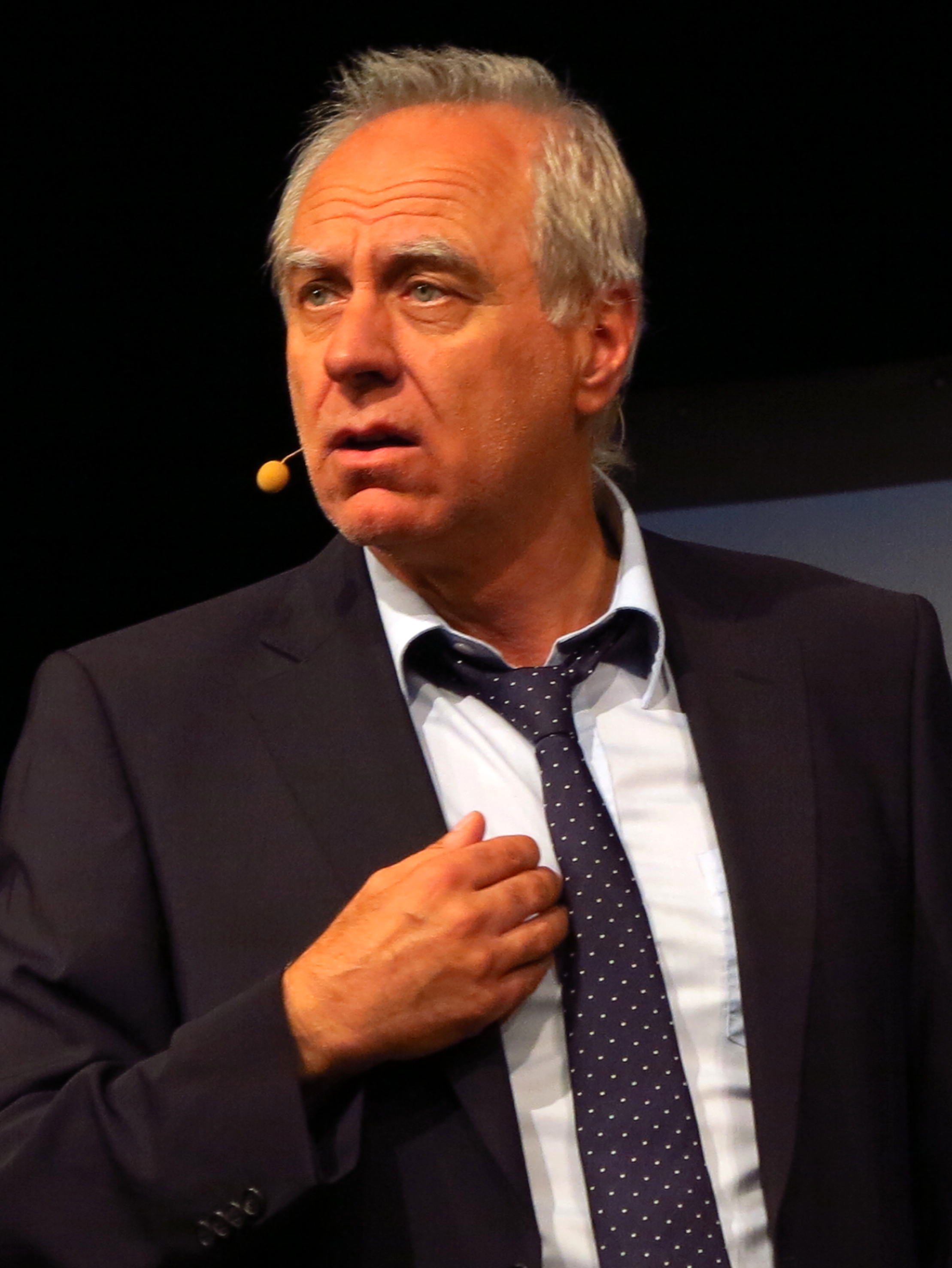
Es geht weiter (2012)

- 2002: Nicht wirklich – nicht ganz da
- 2007: Bis hierher und weiter
- 2011: Es geht weiter
- 2013: So samma mia – die Welt aus bayerischer Sicht
- 2016: Nur mal angenommen
- 2020: Meine Rede

## Filmografie
- 1983: Kehraus
- 1983: Familie Meier (Fernsehserie)
- 1986: Lauter Glückspilze (Fernsehserie)
- 1986: Irgendwie und Sowieso (Fernsehserie)
- 1989: Ein Prachtexemplar (Fernsehfilm, nur Drehbuch, Regie)
- 1992: Wir Enkelkinder (auch Drehbuch, Regie)
- 1996: Willkommen in Kronstadt (Fernsehfilm)

## Bibliographie
- Der Morgen davor. Droemer Knaur, München 1987, ISBN 3-426-02722-4.
- Wirklich wahr. Droemer Knaur, München 1991, ISBN 3-426-02644-9.
- Hin und zurück. Droemer Knaur, München 1995, ISBN 3-426-60475-2.
- „Es soll nie wieder vorkommen.“ Ausgesuchte Entschuldigungen und Geständnisse, Blessing, München 1996, ISBN 3-89667-007-7.
- Ich alter Ego. Goldmann, München 1998, ISBN 3-442-15015-9.
- Bin ich noch zu retten? Blessing, München 2000, ISBN 3-89667-063-8.
- Gebrauchsanweisung für Bayern. Piper, München 2002, ISBN 3-492-27500-1.
- Kaum zu glauben und doch nicht wahr. Blessing, München 2005, ISBN 3-89667-283-5.
- Bis hierher und weiter. Heyne, München 2007, ISBN 978-3-453-60072-0.
- Gebrauchsanweisung für das Münchner Oktoberfest. Piper, München 2010, ISBN 978-3-492-05364-8.
- Glücksmomente. In: Sascha Michel/Heiko Girnth (Hrsg.): Polit-Talkshows – Bühnen der Macht. Ein Blick hinter die Kulissen. Bouvier, Bonn 2009. S. 49–59, ISBN 978-3-416-03280-3.
- Bis zum Hals. Blessing, München 2012, ISBN 978-3-89667-370-1.
- Vollhorst. Piper, München 2015, ISBN 978-3-492-05685-4.
- Totalschaden: Die neuesten Unfälle aus Politik, Gesellschaft und Kultur. Piper, München 2016, ISBN 978-3-492-05802-5.
- Gebrauchsanweisung für das Jenseits. Piper, München 2018, ISBN 978-3-492-27711-2.

## Auszeichnungen
- 1988 Ludwig-Thoma-Medaille der Stadt München
- 1990 Ernst-Hoferichter-Preis
- 1996 Fred-Jay-Preis
- 1997 Leipziger Löwenzahn
- 2002 Bayerischer Kabarettpreis
- 2003 Münchhausen-Preis
- 2003 Ybbser Spaßvogel
- 2005 Zeck-Kabarettpreis
- 2010 Bayerischer Poetentaler
- 2013 München leuchtet in Gold
- 2015 Sonderpreis des Bayerischen Staatsministeriums für Wissenschaft, Forschung und Kunst beim Kulturpreis Bayern
- 2016 Bayerische Verfassungsmedaille in Silber
- 2017 Das große Kleinkunstfestival – Ehrenpreis